# Hadí žena
Hadí ženy (méně obvykle hadí muži) jsou lidé s enormní hypermobilitou (zvýšenou pohyblivostí kloubů)  a hyperlaxicitou (zvýšenou volností vaziva), tedy se zvýšeným pohybovým rozsahem a tělesnou flexibilitou. 

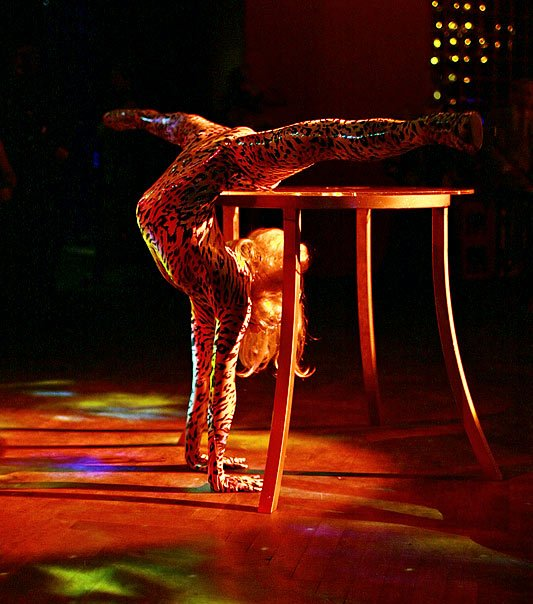
Hadí žena

## Hadí pozice
Nejnáročnější a rovněž nejestetičtější pozicí hadích lidí je extrémní záklon, anglicky backbend. Těmto lidem se říká "backbenders" a jejich opakem jsou "frontbenders", kteří se zaměřují více na extrémní předklon. Někteří se zaměřují na oboje. Dalšími známými pozicemi jsou tzv.: rozštěp, provaz, preclík, most apod.

## Nejvýznamnější hadí lidé
Ačkoli je mnohem více hadích žen než mužů, za nejohebnějšího člověka na planetě není obvykle považována žena, ale Rus Alexey Goloborodko (1994) narozený v Tule, který je aktivní od svých pěti let až po současnost (2012). Tento hadí muž se umí snadno hýžděmi dotknout i temene své hlavy a téměř i krku. Unikátní je rovněž svou schopností tančit v bizarních pozicích.

## Jak se lidé stávají hadími
Obecně platí, že čím dříve se člověk začne protahovat, tím rychleji a více se může stát celkově hyperelastickým. Nejdůležitější je pravidelnost a dlouhodobost. Dále je důležité se před protahováním zahřát pohybem, správně dýchat (v extrémním záklonu jsou plíce stažené), soustředit se, být uvolněný, jíst dostatek bílkovin atd. Protahování bývá mírně bolestivé, pročež je důležité umět překonávat bolest, ale zároveň znát své dosavadní tělesné hranice, aby nedošlo k poškození tkáně.

## Oblečení hadích lidí
Běžné oblečení omezuje pohyblivost, a proto hadí lidé používají speciální elastické oblečení obvykle na způsob zentaie (celotělový oblek, pojem pochází z japonštiny: zen je tělo; tai je celek). Pro hlubší estetický dojem často bývají extravagantní, s barevnými vzory a jinak neobvykle zkrášlené.

## Uplatnění
Díky neobvyklosti své schopnosti zvýšené ohebnosti hadí lidé nacházejí často uplatnění v cirkuse, divadle, muzikálech apod.